# Pedalinho

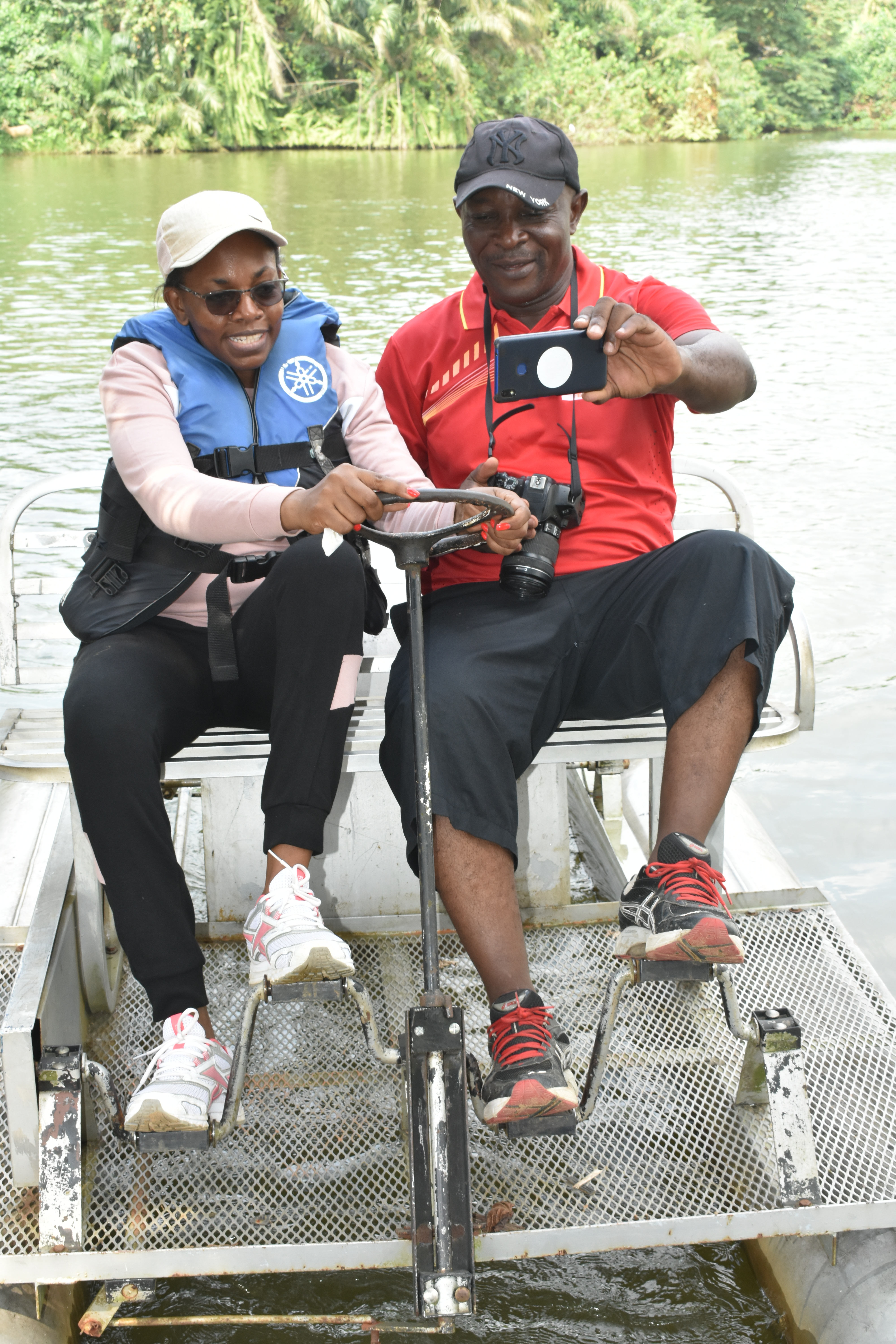
Pedalinho em Camarões.

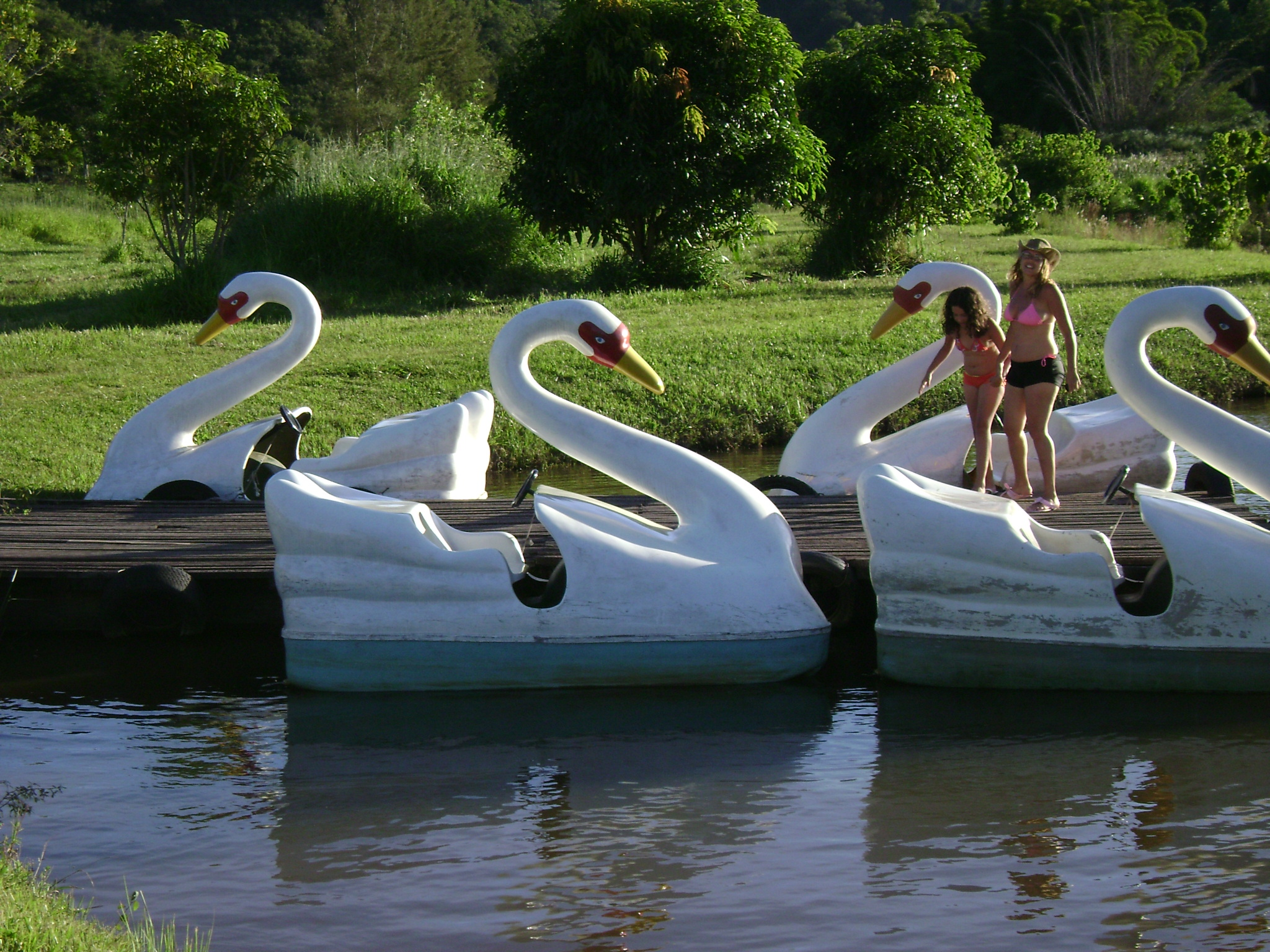
Pedalinhos em uma lagoa brasileira.

O pedalinho (português brasileiro) ou gaivota (português europeu) foi desenvolvido no Rio Grande do Sul, no Brasil, na década de 30, originalmente foi pensado para lazer de crianças em todo Lago Guaíba e Lagoa dos patos.
Trata-se de uma pequena embarcação para um ou dois passageiros, que acionam suas pás através de pedais. A direção geralmente é comandada através de um volante ou de uma alavanca localizada na parte traseira da embarcação.
Geralmente feitos em fibra de vidro (embora existam alguns modelos infláveis), costumam ter formato de animais, sendo o cisne o mais popular.
Foi muito difundido, hoje em dia é comum encontrá-lo em parques de diversão onde existe um lago ou espelho de água, muito popular de Porto Alegre até Rio Grande, devido principalmente à baixa profundidade, águas calmas e proximidade das margens.
O princípio de construção se baseia na bicicleta de um ou mais lugares em que as rodas fossem substituídas por flutuadores e os pedais acionassem as correntes ligadas a uma roda de remos.
No estado do Rio de Janeiro, eles são encontrados na Lagoa Rodrigo de Freitas (na zona sul da capital), em um lago na Quinta da Boa Vista (perto do centro da capital) e na praia do centro e em um resort na cidade de Araruama (Região dos Lagos).